# Balthasar Erdmann von Promnitz
Balthasar Erdmann (Reichs-)Graf von Promnitz (* 9. Januar 1659 in Sorau, Niederlausitz; † 3. Mai 1703, wahrscheinlich in Sorau, Niederlausitz) war Freiherr zu Pless und Herr von Sorau, Triebel, Naumburg am Bober, Drehna, Wehrau, Klitschdorf, Halbau, Kuhnau und Burau in der Lausitz und in Schlesien.

## Leben
Balthasar Erdmann war ein Sohn von Erdmann I. Leopold Graf von Promnitz. Nach dem frühen Tod des Vaters 1664 wurde dessen Bruder Ulrich Hipparchos von Promnitz zum Vormund der Kinder bestimmt.
Balthasar Erdmann erhielt eine intensive religiöse Erziehung durch seine Hauslehrer, die alle Theologen waren. 1672 besuchte er die Universität Viadrina in Frankfurt an der Oder, dann ging er an die Universität Tübingen. 1676 unternahm er eine Reise nach Genf, danach durch Italien.
1679 übernahm Balthasar Erdmann die Herrschaften Sorau und Triebel in der Niederlausitz und Pless und Naumburg in Schlesien aus dem Erbe seines Vaters. Sein Sitz blieb das Schloss in Sorau. 1682 heiratete er Emilia Agnes von Reuß zu Schleiz. Mit ihr kamen pietistische Einflüsse in die Familie.
1682 erwarb Balthasar Erdmann von Promnitz die Güter Halbau und Cunau in Niederschlesien, 1684 die Herrschaft Burau, 1690 die Herrschaften Wehrau und Klitschdorf in der Oberlausitz und 1697 die Herrschaft Drehna in der Niederlausitz.
1698 kam es zwischen dem von ihm protegierten Sorauer Diaconus Johann Georg Böse und Vertretern der Lutherischen Orthodoxie zum sogenannten terministischen Streit.
Balthasar Erdmann von Promnitz starb am 3. Mai 1703 nach schwerer Krankheit im Alter von 44 Jahren und wurde am 18. Dezember in der Kirche von Sorau beigesetzt.

## Ehe und Nachkommen
Balthasar Erdmann von Promnitz war seit 1682 mit Emilie Agnes von Reuß zu Schleiz verheiratet.
Sie hatten folgende Kinder
- Erdmann II. von Promnitz (1683–1745), Freier Standesherr von Pleß, Herr von Sorau, Triebel usw.
- Friedrich von Promnitz (1684–1712), Herr von Drehna und Halbau
- Heinrich von Promnitz (1686–1700)
- Esther Maximiliane Elisabeth von Promnitz (1687–1701)
- Philippine Henriette Theresia von Promnitz (1689–1689)